# Muhammad Ahmad
Muhammad Ahmad ibn as-Sayyid Abd Allah, conocido también como El Mahdi o Muhammad Ahmed al-Mahdi (en árabe: محمد بن السيد عبد الله بن فحل Muhammad bin as-Sayyīd ‘Abdallāh ibn Fahl, DMG Muḥammad Aḥmad b. as-Sayyīd ‘Abd Allāh b. Faḥl) (Darar, cerca de Dongola, 12 de agosto de 1844 – Omdurmán, 22 de junio de 1885), fue un líder religioso musulmán del Sudán egipcio. 

## Biografía
Tras reunir bastantes seguidores, Muhammad Ahmad proclamó ser el Mahdi tan largamente esperado por los musulmanes. Bajo su autoridad religiosa se unieron los clanes de Baqqarah para formar una alianza que pretendía establecer una república islámica como preludio a un estado islámico mundial. Muhammad Ahmed declaró una yihad, y llevó a su ejército a una guerra religiosa dirigida a acabar con la ocupación otomana,  egipcia y británica. Su principal opositor fue el general Charles George Gordon, al que derrotó y mató en el asedio de Jartum. Sus tropas conseguirían varias victorias más (Kassala, Sennar...). Seis meses después de la captura de Jartum, moriría enfermo de tifus.

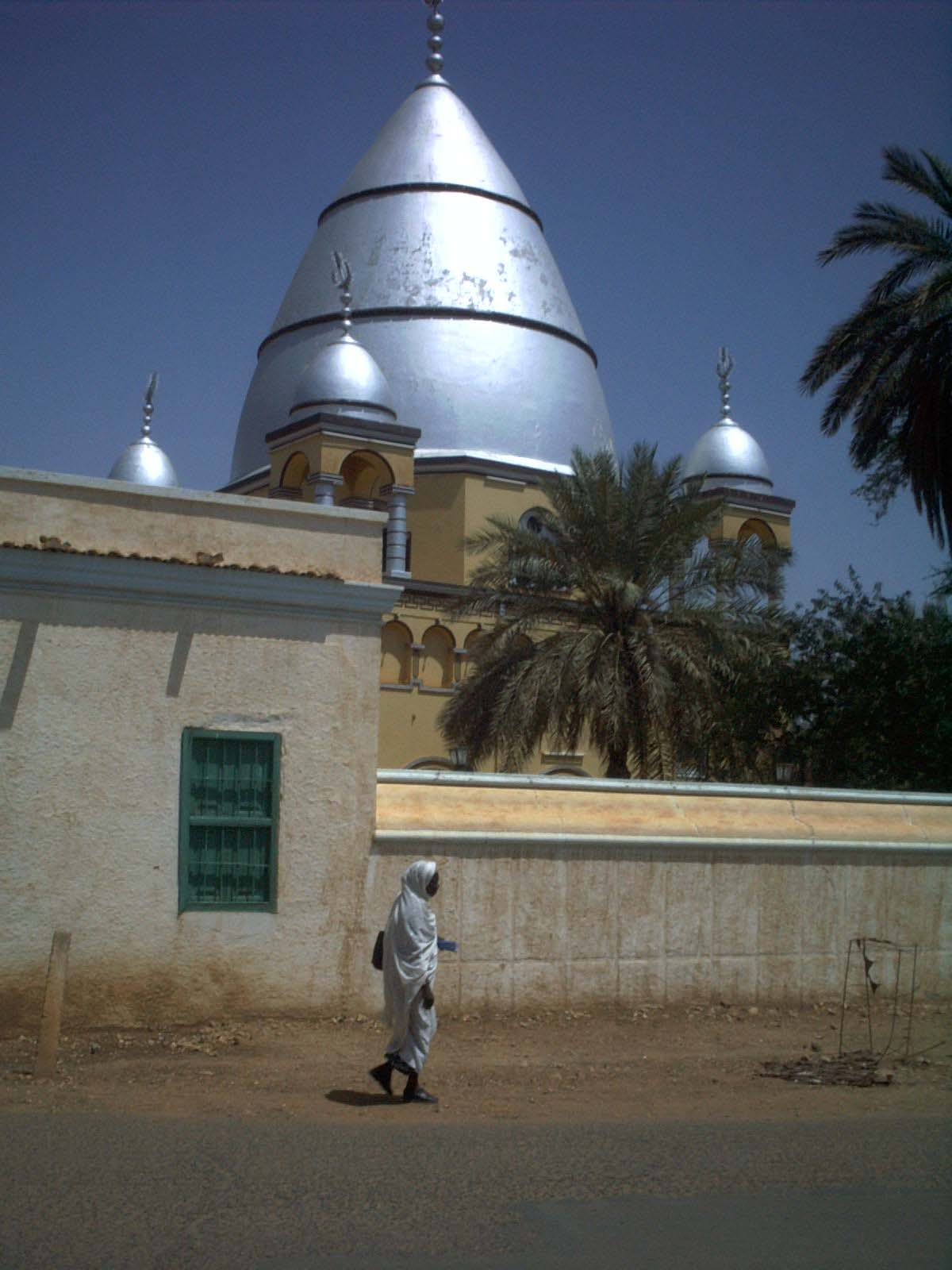
Tumba de El Mahdi en Omdurmán

Sin embargo, el movimiento de Ahmad perdería mucha fuerza tras su muerte y quedaría circunscrito a las fronteras de Sudán. Durante el gobierno de Lord Salisbury, los británicos dirigidos por Lord Kitchener llevarían a cabo una ofensiva, en venganza por la derrota de Jartum y la muerte del general Gordon, que terminaría con la destrucción del ejército de los seguidores de El Mahdi en la batalla de Omdurmán en 1898. Tras esta batalla, la tumba de El Mahdi fue profanada y su cráneo convertido por Kitchener en un tintero.